# رنشيت

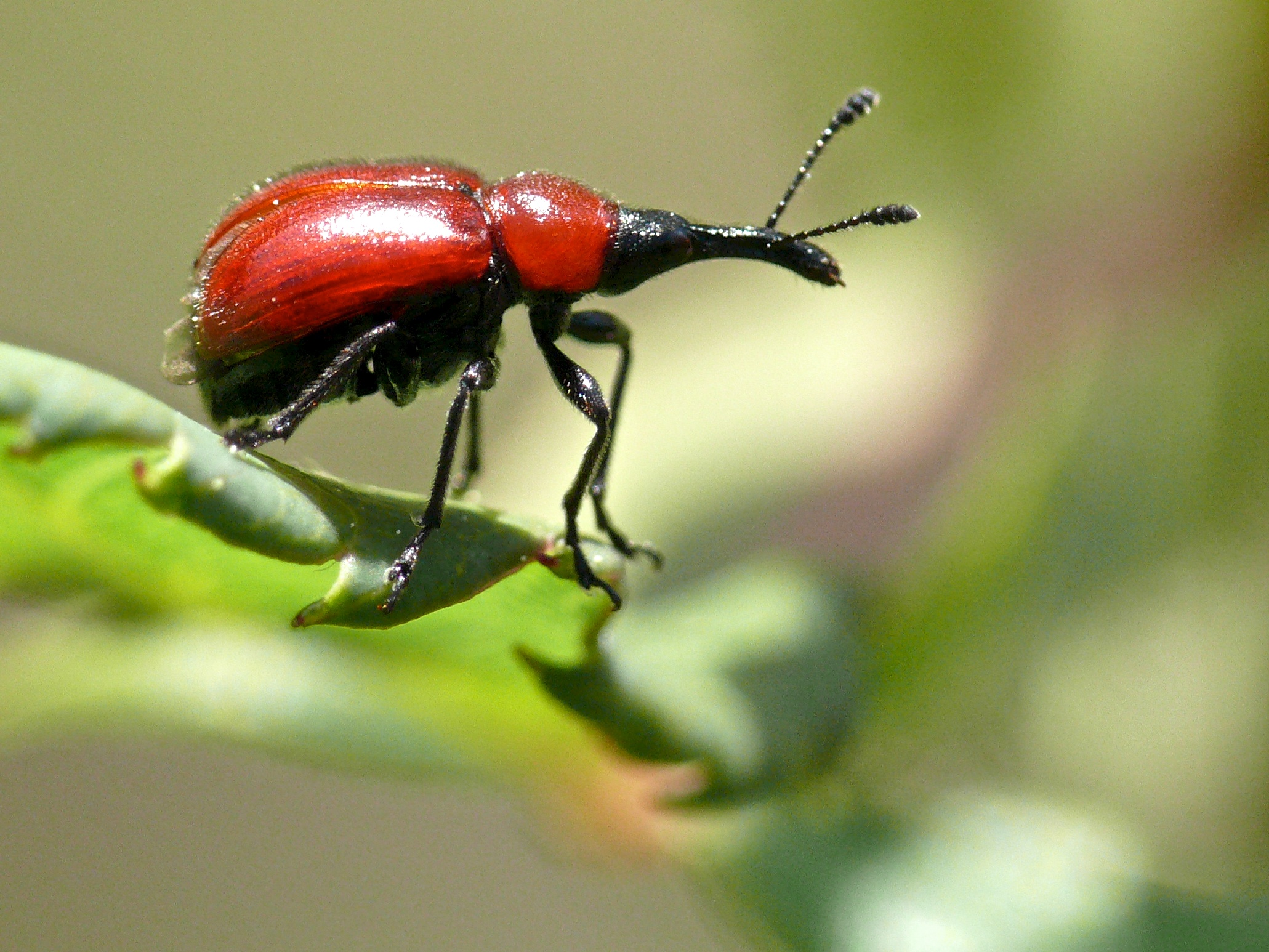

الرِّنشِيت أو رينشيت (الاسم العلمي: Rhynchite) هو جنس من سوس الأوراق والبراعم في عائلة الخنافس المعروفة باسم أتلابيات.

## الأنواع
من أنواعه:
- رنشيت مذهب
- رنشيت أزرق
- رنشيت خمري